# Frontières du Suriname

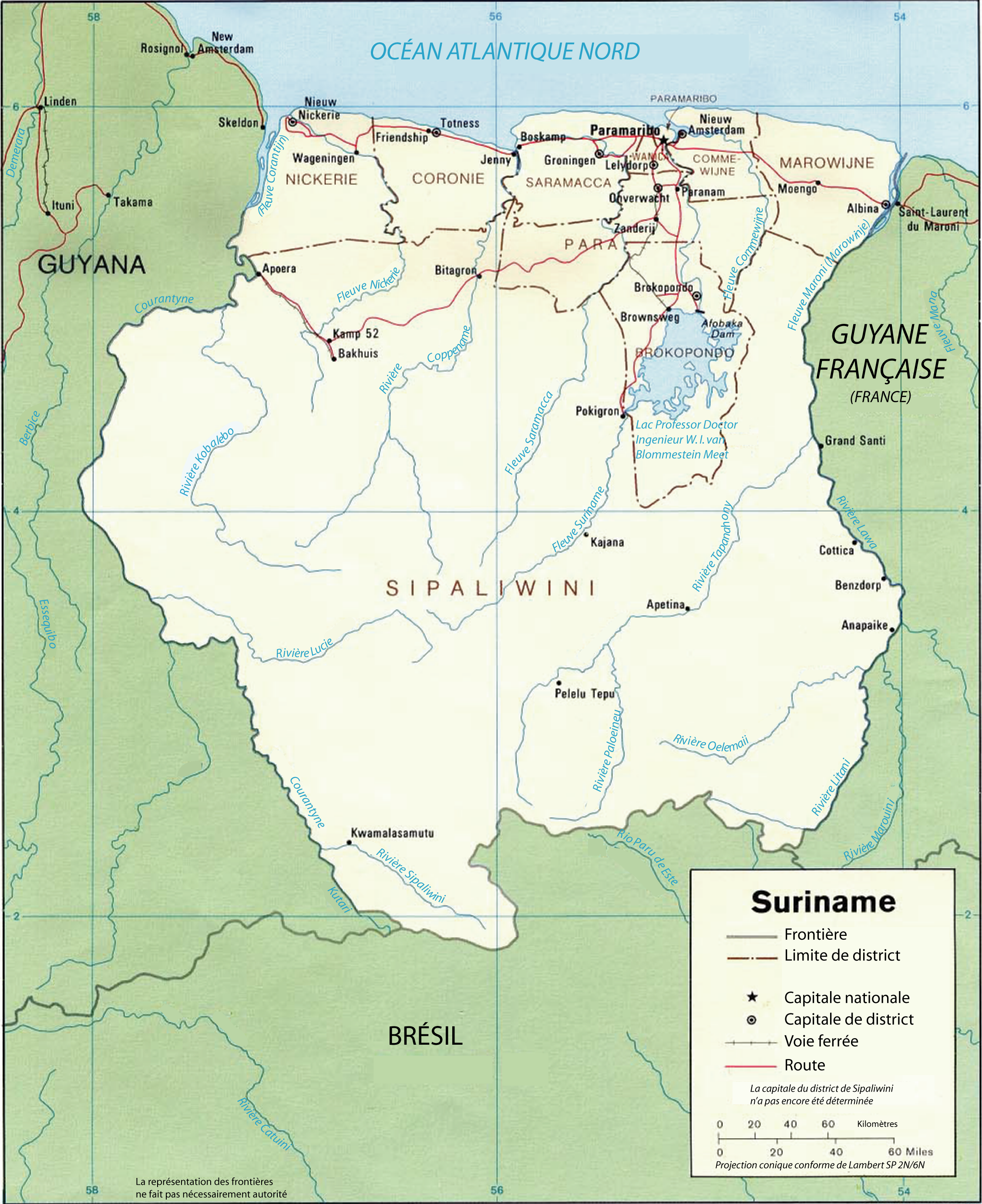
Frontières du Suriname avec les pays voisins, le Brésil, la Guyane et la France (via la Guyane française).

Les frontières du Suriname se composent de frontières terrestres avec trois pays: la Guyana, le Brésil et la France (via la Guyane française). Les frontières avec la Guyana et la France sont contestées, mais la frontière avec le Brésil n'a pas été contestée depuis 1906.
| Pays voisin | Longueur | Notes               |
| ----------- | -------- | ------------------- |
| Guyana      | 600 km   | frontière contestée |
| France      | 510 km   | frontière contestée |
| Brésil      | 593 km   |                     |

## Frontière orientale
En 1860, la question se posa du côté français de savoir lequel des deux affluents du fleuve Maroni (également appelés Marowijne et Marowini) était la source et donc la frontière. Une commission mixte franco-néerlandaise a été nommée pour examiner la question. La partie néerlandaise de la commission était composée de JH Baron van Heerdt tot Eversberg, JFA Cateau van Rosevelt et August Kappler. Luits Vidal, Ronmy, Boudet et le Dr Rech composaient la partie française. En 1861, des mesures ont été prises qui ont donné le résultat suivant: la Lawa avait un débit de 35 960 m3/min avec une largeur de 436 mètres ; le Tapanahoni avait un débit de 20 291 m3/min pour une largeur de 285 mètres. Ainsi, la rivière Lawa était la source du fleuve Maroni.
Cette décision n'a posé aucun problème jusqu'en 1885, lorsque la découverte d'or dans la région située entre Lawa et Tapanahony a créé un nouveau conflit frontalier. Le 29 novembre 1888, la France et les Pays-Bas sont parvenus à un accord pour que le conflit fasse l'objet d'un arbitrage. Le tsar Alexandre III de Russie, agissant en tant qu'arbitre, a décidé que la Lawa était la source du Maroni et devait donc être considérée comme la frontière. Les Pays-Bas et la France ont conclu un traité frontalier sur cette section du fleuve le 30 septembre 1915.
Cependant, cette décision a créé un autre problème quant à savoir quelle rivière est la source de la Lawa. Les Pays-Bas considéraient le Maroni (l'affluent oriental) comme la source de la Lawa; les Français considéraient le Litani, situé plus à l'ouest, comme la source de la Lawa. Ce problème n'a pas encore été résolu.
Le Litani prend sa source dans les montagnes Tumuk Humak à environ 2,5° N, 55° O; sur son chemin, il est alimenté par Koele Koelekreek, Lokekreek, Mapaonikreek et Oelemari.
Le Maroni a également son origine dans les montagnes Tumuk Humak, approximativement à 2° N, 54° W; il absorbe également le Koelebreek, entre autres.

## Frontière occidentale
Selon un accord entre le gouverneur du Suriname, Corneille van Aarsen, et le gouverneur de Berbice, Abraham van Pere — tous deux étaient des colonies néerlandaises à l'époque — la frontière entre les deux colonies était située à Devil Creek, entre la rivière Berbice et la rivière Corantyne. En 1799, cependant, le gouverneur de Berbice, Abraham Jacob van Imbijze van Batenburg, et le gouverneur du Suriname, Jurriaan François de Friderici, ont signé un accord dans lequel la rive ouest de la rivière Corantyne était délimitée comme frontière. On considérait que toutes les îles Corantyne, ainsi que le poste d'Orealla, se trouvaient au Suriname. Lorsque le traité anglo-néerlandais de 1814 a rendu le Suriname à la domination néerlandaise dans les limites du 1er janvier 1803, Courantyne est devenu la nouvelle frontière entre la Guyane britannique et le Suriname.

## Triangle du fleuve New
Robert Hermann Schomburgk a arpenté les frontières de la Guyane britannique en 1840. Prenant la rivière Corantyne comme frontière, il a navigué vers ce qu'il considérait comme son origine, la rivière Kutari, pour délimiter la frontière. En 1871, cependant, Charles Barrington Brown a découvert la rivière New ou Upper Corantyne, qui est la source de la Courantyne. Ainsi est né le Nouveau différend sur le triangle fluvial.
Le tribunal chargé de la crise vénézuélienne de 1895 a également attribué illégalement le triangle du fleuve New à la Guyane britannique. Les Pays-Bas, cependant, ont soulevé une protestation diplomatique, affirmant que la Nouvelle rivière, et non la Kutari, devait être considérée comme la source de la Courantyne et donc le début de la frontière. Le gouvernement britannique en 1900 a répondu que le problème était déjà résolu par la longue acceptation du Kutari comme limite.
En 1936, une Commission mixte établie par les gouvernements britannique et néerlandais a accepté d'attribuer toute la largeur de la rivière Corantyne au Suriname, conformément à l'accord de 1799. La limite de la mer territoriale était considérée comme s'étendant sur 10° à partir du point n ° 61, à 3 milles marins (6 km) du rivage. Le Nouveau Triangle fluvial, cependant, a été attribué entièrement au Guyana. Le traité qui a transformé cet accord en loi n'a jamais été ratifié, en raison du déclenchement de la Seconde Guerre mondiale.
En 1936, le représentant néerlandais Conrad Carel Käyser a signé un accord avec des représentants britanniques et brésiliens, plaçant le passage à trois points près de la source de la rivière Kutari.
Désireux de mettre fin à la question frontalière avant l'indépendance de la Guyane britannique, le gouvernement britannique a relancé les négociations en 1961. La position britannique affirmait "la souveraineté néerlandaise sur la rivière Corentyne, une ligne de 10° divisant la mer territoriale, et le contrôle britannique sur le triangle de la rivière New".4 Les Pays-Bas ont répondu par une demande formelle au triangle, mais avec une frontière dans le creux de la rivière Courantyne (cette dernière position n'a jamais été répétée par aucun gouvernement surinamais). Aucun accord n'a été conclu et le Guyana est devenue indépendante avec ses frontières non résolues. En 1969, des escarmouches frontalières ont eu lieu entre les forces guyanaises et les milices surinamaises. En 1971, les gouvernements du Suriname et du Guyana ont convenu à Trinidad de retirer les forces militaires du Triangle. La Guyane maintient encore une partie du territoire du Suriname au sud-ouest du pays occupé et mène des actions de gestion à partir de là.

## Différend maritime
La frontière maritime a également longtemps été contestée entre le Guyana et le Suriname et, en 2000, a conduit à des escarmouches entre les explorateurs pétroliers du Guyana et les gardes-côtes surinamais. La Guyane revendiquait une limite thalweg de la rivière Corentyne (probablement inspirée de la position néerlandaise de 1962), et une ligne de 35° du nord vrai, à partir de l'embouchure de la rivière. Le Suriname revendiquait la souveraineté sur toute la largeur de la Corantyne et une ligne de démarcation de 10°. Enfin, un tribunal de cinq membres a été convoqué conformément aux règles établies à l'Annexe VII de la Convention des Nations unies sur le droit de la mer, qui en 2007 a fixé sa propre limite qui différait des revendications des deux parties. La frontière maritime a finalement été réglée par arbitrage international. La cour a accordé la souveraineté sur toute la largeur de la Courantyne au Suriname, et a également accordé au Suriname une frontière maritime territoriale de 10 ° et 3 milles marins (6 km) de la côte, conformément à l'accord de 1936. Le reste de la frontière maritime territoriale, qui s'étend à 12 milles marins (22 km) de la côte en vertu du droit international Moderne, et la frontière séparant les zones économiques exclusives des deux pays, ont été accordés selon le principe de l'équidistance,.

## Frontière sud
La frontière sud avec le Brésil est décrite dans le traité de frontière de 1906 comme « formée de la frontière avec la Guyane française à la frontière avec la Guyane britannique, la ligne de la division de drainage (bassin) entre le bassin amazonien au sud et les bassins des rivières coulant vers le nord jusqu'à l'océan Atlantique ». La frontière décrite dans le traité était le résultat d'un processus d'arbitrage dirigé par le roi Victor Emmanuel III d'Italie. Le traité a été signé à Rio de Janeiro le 5 mai 1906. Le Brésil et les Pays-Bas ont ratifié le traité en 1908.